# Micro-région de Jászberény
La micro-région de Jászberény (en hongrois : jászberényi kistérség) est une micro-région statistique hongroise rassemblant plusieurs localités autour de Jászberény.